# Ŕ

Ilustrace

Ŕ (minuskule ŕ) je písmeno latinky. Vyskytuje se v slovenštině, dolnolužické srbštině a votštině. Znak je složen z písmene R a čárky. Ve slovenštině se vyslovuje jako [r̩ː] (slabikotvorná souhláska, např. ve slově vŕba (vrba)), v dolnolužické srbštině a votštině jako palatalizované r, tedy [rʲ].
V HTML a Unicode mají písmena Ŕ a ŕ tyto kódy:
- Ŕ: &#340; – U+0154
- ŕ: &#341; – U+0155